# 溪东天主堂
溪东天主堂是一座天主教教堂，位于中国福建省宁德市福安市城阳镇溪东村。
该堂创建于明末崇祯四年(1631年)六月初一,由意大利籍多明我会传教士高琦从福州传入，为天主教传入福安乃至闽东各地的基地，以及天主教福宁教区的发源地。
最初，溪东设有用民房改建的一处传教公所，后建立教堂。1837年，教堂被放火烧毁。1843年，多明我会传教士重建了溪东天主堂和神父楼。
1964年，该堂被溪东小学占用，钟楼被拆除。1983年归还教会后修复。2001-2004年，建造了新教堂。2004年，老教堂公布为福安市文物保护单位，并于2016年重修。